# 泉崎横穴

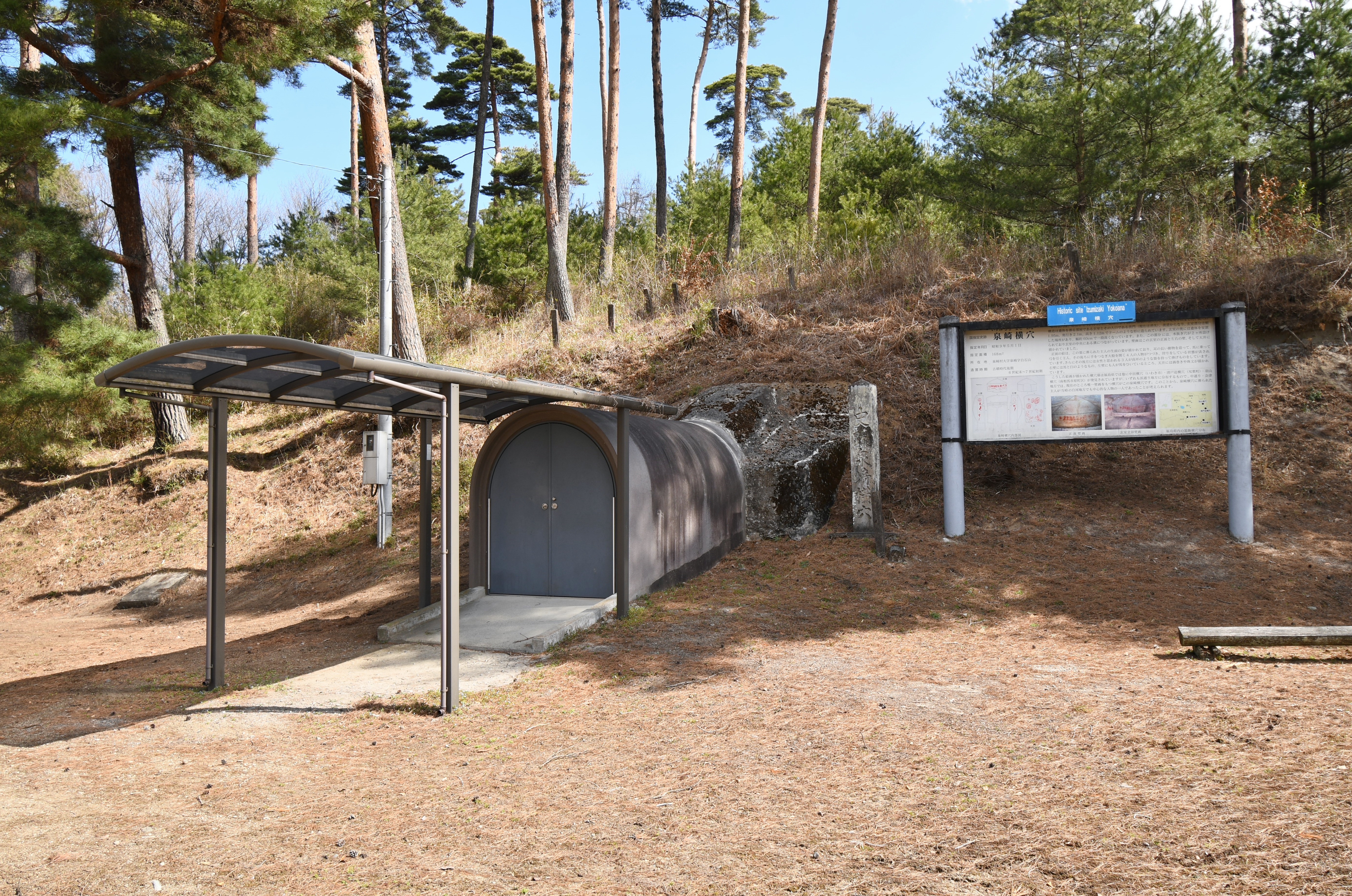
泉崎横穴 開口部

泉崎横穴（いずみざきよこあな）は、福島県西白河郡泉崎村にある横穴式装飾古墳である。昭和8年（1933年）の県道拡張工事の際に発見された。昭和9年（1934年）に国の史跡に指定されている。

## 概要
1933年（昭和8年）12月、県道工事中に発見され、翌年5月に、装飾のある古墳で珍しい例として国の史跡に指定された。
本横穴は泉崎横穴郡と七軒横穴郡中の一基である。本横穴発見以後、双葉町清戸迫横穴、南相馬市原町区（旧原町市）羽山装飾横穴からも狩猟を主題とする絵画が発見されている。

## 石室の壁画
玄室、玄門、羨道が残されている。
石室の奥壁には、右から順に2頭の動物（鹿）像、それを追いかける矢を射る騎馬人像、中央に大の字形に手足を広げて手を繋いでいる4人の人物像、左には器物を持った3人の人物像が横一列に朱色で描かれている。
左壁には渦巻文や騎馬人像、馬や小動物、右壁には臼と馬、珠文、天井には渦巻文が数個、すべて朱色で描かれている。
石室からは、直刀・刀子・銅環などの副葬品が出土している。
なお、古墳は7世紀前半に造営されたとされている。

## 周辺の遺跡
泉崎横穴の約2キロメートル南にある関和久官衙遺跡は古代白河郡の郡衙（郡役所）跡で、7世紀末から8世紀初頭に成立した。また、阿武隈川を挟んだ対岸にはその附属寺院跡（借宿廃寺）があり、その近くには6世紀後半の築造とされる下総塚古墳（前方後円墳）、6世紀後半の豪族居館跡である舟田中道遺跡、7世紀のものとされる谷地久保古墳がある。
これらの遺跡より、6世紀後半から8世紀初めまでの白河地方の中心地はこの一帯（福島県西白河郡泉崎村南部・白河市北部地域）と推定され、泉崎横穴を含めたこれらの遺跡群は白河国造から古代白河郡への変遷を解明する上で重要である。
なお、関和久官衙遺跡と舟田中道遺跡・谷地久保古墳・下総塚古墳（白河舟田・本沼遺跡群）は国の史跡に指定されている。

## 現地情報
所在地 福島県西白河郡泉崎村泉崎字白石山
- JR東北本線泉崎駅より徒歩約20分
- 東北自動車道矢吹インターチェンジより10分

壁画は通常は非公開（日を限って特別公開される場合もあり）。泉崎駅前の泉崎資料館に壁画の実物大パネルがある。